# Lorenz Hansen Lorck
Lorenz Hansen Lorck (* 7. August 1743 in Flensburg; † 22. Februar 1805 in Memel (heute: Klaipeda)) war ein deutscher Kaufmann.

## Leben und Werk
Lorck kam als Kind des Kaufmanns Nicolai Hansen Lorck (1710–1797) und seiner Ehefrau Catharina Andersen (1720–1806) in Flensburg zur Welt. Er absolvierte in Trondheim, wohin ab Ende des 17. Jahrhunderts zahlreiche Flensburger Kaufmannsfamilien ausgewandert waren und „Klein Flensburg“ bildeten, eine 7-jährige Lehre. Über seine Heimatstadt reiste er 1768/69 nach Memel. Zunächst plante er wohl nicht, sich dort niederzulassen. Von Mitte 1770 bis Ende 1773 begab er sich auf eine Landreise nach Genua.
Zurückgekehrt nach Memel, begann er dort im Alter von 30 Jahren mit gutem Erfolg, eine eigene Unternehmung aufzubauen. Im Stadtzentrum ließ er für sich und seine Familie 1789 eine repräsentative Stadtvilla erbauen. Im Jahr 1785 war Lorenz Hansen Lorck zum dänischen Konsul in Memel ernannt worden. Auf seinen Sohn Johann Heinrich Lorck ist dieses Ehrenamt übergegangen.
Ein Bruder von Lorenz Hansen, Christian Andersen Lorck, machte eine ebenso erfolgreiche Karriere in Trondheim; er trat u. a. als namhafter Stifter der Universität Trondheim auf.
Lorenz Hansen heiratete am 17. Juni 1774 in Flensburg Catharina Elisabeth Roerdanz (* 12. April 1752; † 31. August 1831 in Königsberg/Ostpreußen) aus einer aus Lübeck stammenden Kaufmannsfamilie. Das Ehepaar hatte sieben Kinder. Ein Nachkomme der beiden war der dänisch-deutsche Buchhändler, Typograph und Verleger Carl Berendt Lorck (1814–1905).

## Trivia
Als im Jahr 1802 der preußische König Friedrich Wilhelm III. und seine Gemahlin Königin Luise 1807 in Memel eine Unterredung mit dem russischen Zaren Alexander I. hatten, fand diese im Lorck’schen Hause statt, wo das preußische Königspaar auch für einige Tage wohnte.
Friedrich Wilhelm III. und Luise flohen nach der Schlacht bei Jena und Auerstedt 1806 nach Memel. Dort angekommen, stellte die Tochter des Hauses, Johanne Catharine Lorck (1796 verheiratet mit dem Kaufmann und Assessor am Königlichen Schifffahrts- und Handelsgericht Friedrich Ludwig Consentius) dem Königspaar die Villa erneut bis Januar 1808 als Bleibe zur Verfügung. Lorenz Hansen war 1805 verstorben. Die Seniorin Catharina Elisabeth Lorck beschränkte ihre Wohnung auf zwei Zimmer des Hauses. Überliefert ist, dass die preußische Königin Luise fast täglich mit der Catharina Elisabeth Lorck ein Plauderstündchen hielt.
In späterer Zeit diente die Memeler Lorck-Villa, bis zum Ende des Zweiten Weltkrieges, der Stadt als Rathaus.